# Neoscona kisangani
Neoscona kisangani là một loài nhện trong họ Araneidae.
Loài này thuộc chi Neoscona. Neoscona kisangani được Manfred Grasshoff miêu tả năm 1986.